# Adriaan Paulen
Adriaan Paulen (Haarlem, 1902. október 12. - Eindhoven, 1985. május 9.) holland atléta és sporthivatalnok volt, a Nemzetközi Atlétikai Szövetség harmadik, legrövidebb ideig hivatalban lévő elnöke.

## Sporteredményei
Fiatalkorában a HFC Haarlem labdarúgója volt, a jobbszélső poszton, azonban 18 éves korában egy porcsérülés miatt a labdarúgó-pályafutását be kellett fejeznie.
Atlétaként Paulen hatszoros holland bajnok volt 400 és 800 méteres síkfutásban (1920, 1921, 1923, 1926; 1920, 1922), illetve a számok holland csúcstartója volt 14, illetve 18 éven át.
Három olimpián szerepelt (1920, 1924, 1928), legjobb helyezése egy hetedik helyezés volt az antwerpeni olimpia 800 méteres számában. Az amszterdami olimpián nemcsak sportolóként, hanem a rendezőbizottság tagjaként is részt vett.
500 méteres távon, amely akkoriban hivatalos versenytáv volt, világrekordot futott 1925-ben.
A technikai sportok szerelmese volt, a Monte Carlo-ralin 8 alkalommal vett részt 1934 és 1952 között, illetve az Assen-i motoros Holland Nagydíjon is indult.

## A II. világháború idején
1929-ben egy állami tulajdonú szénbánya mérnökeként helyezkedett el. A második világháború alatt, a német megszállás idején a holland ellenállás tagja volt, amikor a bányászok sztrájkba kezdtek, a német megszállók követelése ellenére Paulen nem adta ki a munkát megtagadók névsorát, és a németek halálra ítélték, de hamarosan szabadon engedték őt.
Ezután Paulen csatlakozott a szövetségesekhez. Találkozott brit katonákkal, akik a Market Garden hadművelet során kerültek Hollandiába, és napi rendszerességgel kezdte vezetni naplóját, amelyet 1989-ben, halála után 4 évvel hozott nyilvánosságra felesége. Annak tanúsága szerint egy amerikai ezredes igazolást adott Paulen részére, amely az amerikai egyenruha illetve motorkerékpár jogszerű használatára jogosította fel, ezzel képletesen rangot kapott az amerikai seregben.

## Sportvezetőként
A háború befejezése után sportvezetőként kezdett új életet. Tagja volt azon vezetőknek, akik Oslóban találkoztak a Nemzetközi Atlétikai Szövetség újraindítása érdekében. 1946-ban a Holland Atlétikai Szövetség elnöke lett, és 1964-ig posztján maradt. A Holland Olimpiai Bizottság főigazgatója volt 1965 és 1970 között, közben az atlétikával szoros kapcsolatot tartott fent, az 1970-ben alapított Európai Atlétikai Szövetség első elnöke volt hat éven át. 1976-ban a Nemzetközi Atlétikai Szövetség harmadik elnöke lett, David Burghley utódjaként.
Rövid elnöksége alatt került sor az első IAAF Világkupa megrendezésére, illetve kezdeményezése vezetett ahhoz, hogy az első atlétikai világbajnokság létrejöhessen 1983-ban. Az IAAF elnöki székét 1981-ben az olasz Primo Nebiolo vette át.
Paulen 1985-ben hunyt el, csípőtörés utáni operációja közben.